# Mistrzostwa Świata w Strzelectwie 1933
Mistrzostwa Świata w Strzelectwie 1933 – 29. edycja mistrzostw świata w strzelectwie. Odbyły się one w hiszpańskiej Grenadzie.
Rozegrano osiemnaście konkurencji. Najwięcej medali zdobył Szwed Bertil Rönnmark (osiem krążków). W klasyfikacji medalowej zwyciężyła reprezentacja Szwecji. Gospodarze uplasowali się na piątym miejscu, z dorobkiem dwóch złotych, trzech srebrnych i czterech brązowych medali.

## Klasyfikacja medalowa
Gospodarze mistrzostw
| Pozycja | Kraj            | Złoto | Srebro | Brąz | Łącznie |
| ------- | --------------- | ----- | ------ | ---- | ------- |
| 1       | Szwecja         | 5     | 4      | 3    | 12      |
| 2       | Finlandia       | 4     | 4      | 2    | 10      |
| 3       | Szwajcaria      | 4     | 2      | 5    | 11      |
| 4       | Francja         | 2     | 5      | 2    | 9       |
| 5       | Hiszpania       | 2     | 3      | 4    | 9       |
| 6       | Wielka Brytania | 1     | 0      | 2    | 3       |

## Wyniki
| Konkurencja                                     | Złoto                                                                                    | Wynik     | Srebro                                                                                   | Wynik     | Brąz                                                                                         | Wynik     |
| Karabin wojskowy, trzy postawy, 300 m           | Bertil Rönnmark                                                                          | 453 pkt.  | José de Linos                                                                            | 450 pkt.  | Karl Zimmermann                                                                              | 448 pkt.  |
| Karabin wojskowy leżąc, 300 m                   | Nils Persson                                                                             | 171 pkt.  | Karl August Larsson                                                                      | 165 pkt.  | Josias Hartmann                                                                              | 164 pkt.  |
| Karabin wojskowy klęcząc, 300 m                 | Eugenio de las Heras                                                                     | 162 pkt.  | Cristóbal Tauler                                                                         | 158 pkt.  | Ángel Ballesteros                                                                            | 157 pkt.  |
| Karabin wojskowy stojąc, 300 m                  | Juan Rodríguez Somoza                                                                    | 150 pkt.  | Marcel Fitoussi                                                                          | 149 pkt.  | José de Linos                                                                                | 147 pkt.  |
| Karabin dowolny, trzy postawy, 300 m            | Fernand Demièrre                                                                         | 1094 pkt. | Karl Zimmermann                                                                          | 1094 pkt. | Einari Oksa                                                                                  | 1093 pkt. |
| Karabin dowolny, trzy postawy, 300 m, drużynowo | Szwajcaria Fernand Demièrre Josias Hartmann Jakob Reich Ernst Tellenbach Karl Zimmermann | 5412 pkt. | Finlandia Kullervo Leskinen Sven Lindgren Viktor Miinalainen Einari Oksa Osmo Rantala    | 5356 pkt. | Szwecja Gustaf Andersson Olle Ericsson Tage Eriksson Bertil Rönnmark Nils Persson            | 5306 pkt. |
| Karabin dowolny leżąc, 300 m                    | Einari Oksa                                                                              | 388 pkt.  | Kullervo Leskinen                                                                        | 383 pkt.  | Bertil Rönnmark                                                                              | 381 pkt.  |
| Karabin dowolny klęcząc, 300 m                  | Bertil Rönnmark                                                                          | 381 pkt.  | Fernand Demièrre                                                                         | 377 pkt.  | Karl Zimmermann                                                                              | 370 pkt.  |
| Karabin dowolny stojąc, 300 m                   | Karl Zimmermann                                                                          | 354 pkt.  | Olle Ericsson                                                                            | 350 pkt.  | Josias Hartmann                                                                              | 347 pkt.  |
| Pistolet dowolny, 50 m                          | Torsten Ullman                                                                           | 541 pkt.  | Charles des Jammonières                                                                  | 530 pkt.  | Severin Crivelli                                                                             | 529 pkt.  |
| Pistolet dowolny, 50 m, drużynowo               | Szwajcaria Ernst Andres Florian Bullo Ernst Flückiger Severin Crivelli Wilhelm Schnyder  | 2587 pkt. | Francja Maurice Brion Marcel Bonin Charles des Jammonières René Koch Jean Neveu          | 2568 pkt. | Hiszpania José Bento José Esquena García Martínez Cipriani Romero José Rotllan               | 2526 pkt. |
| Karabin małokalibrowy leżąc, 50 m               | Henry Longhurst                                                                          | 396 pkt.  | Bertil Rönnmark                                                                          | 395 pkt.  | F.S. Morse                                                                                   | 393 pkt.  |
| Karabin małokalibrowy leżąc, 50 m, drużynowo    | Szwecja Gustaf Andersson Olle Ericsson Karl August Larsson Bertil Rönnmark Ivar Wester   | 1935 pkt. | Finlandia Kullervo Leskinen Viljo Leskinen Viktor Miinalainen Einari Oksa Osmo Rantala   | 1921 pkt. | Wielka Brytania French Foster G. Langdon Henry Longhurst F.S. Morse                          | 1919 pkt. |
| Karabin małokalibrowy klęcząc, 50 m             | Osmo Rantala                                                                             | 372 pkt.  | Kullervo Leskinen                                                                        | 372 pkt.  | Charles Coquelin de Lisle                                                                    | 372 pkt.  |
| Karabin małokalibrowy klęcząc, 50 m, drużynowo  | Finlandia Kullervo Leskinen Viljo Leskinen Einari Oksa Osmo Rantala Sven Lindgren        | 1827 pkt. | Szwecja Gustaf Anderson Olle Ericsson Bertil Rönnmark Nils Persson Ivar Wester           | 1800 pkt. | Francja Charles Coquelin de Lisle Raymond Durand Marcel Fitoussi Lucien Genot Henri Leveugle | 1794 pkt. |
| Karabin małokalibrowy stojąc, 50 m              | Charles Coquelin de Lisle                                                                | 361 pkt.  | Marcel Fitoussi                                                                          | 361 pkt.  | Kullervo Leskinen                                                                            | 360 pkt.  |
| Karabin małokalibrowy stojąc, 50 m, drużynowo   | Finlandia Kullervo Leskinen Viljo Leskinen Viktor Miinalainen Einari Oksa Osmo Rantala   | 1749 pkt. | Francja Charles Coquelin de Lisle Marcel Fitoussi G. Glotton Lucien Genot Henri Leveugle | 1717 pkt. | Szwecja Gustaf Anderson Olle Ericsson Tage Eriksson Nils Persson Bertil Rönnmark             | 1694 pkt. |
| Pistolet szybkostrzelny, 25 m                   | Charles des Jammonières                                                                  | 18 pkt.   | Cristóbal Tauler                                                                         | 18 pkt.   | Luis Calvet                                                                                  | 18 pkt.   |